# Конијак де ла Монтањ
Конијак де ла Монтањ (фр. Conilhac-de-la-Montagne) насеље је и општина у јужној Француској у региону Лангдок-Русијон, у департману Од која припада префектури Лиму.
По подацима из 2011. године у општини је живело 63 становника, а густина насељености је износила 14,16 становника/km². Општина се простире на површини од 4,45 km². Налази се на средњој надморској висини од 425 метара (максималној 602 m, а минималној 380 m).

## Демографија
| 1962. | 1968. | 1975. | 1982. | 1990. | 1999. | 2011. |
| ----- | ----- | ----- | ----- | ----- | ----- | ----- |
| 52    | 57    | 54    | 55    | 51    | 45    | 63    |

График промене броја становника у току последњих година